# تبريد بالامتصاص

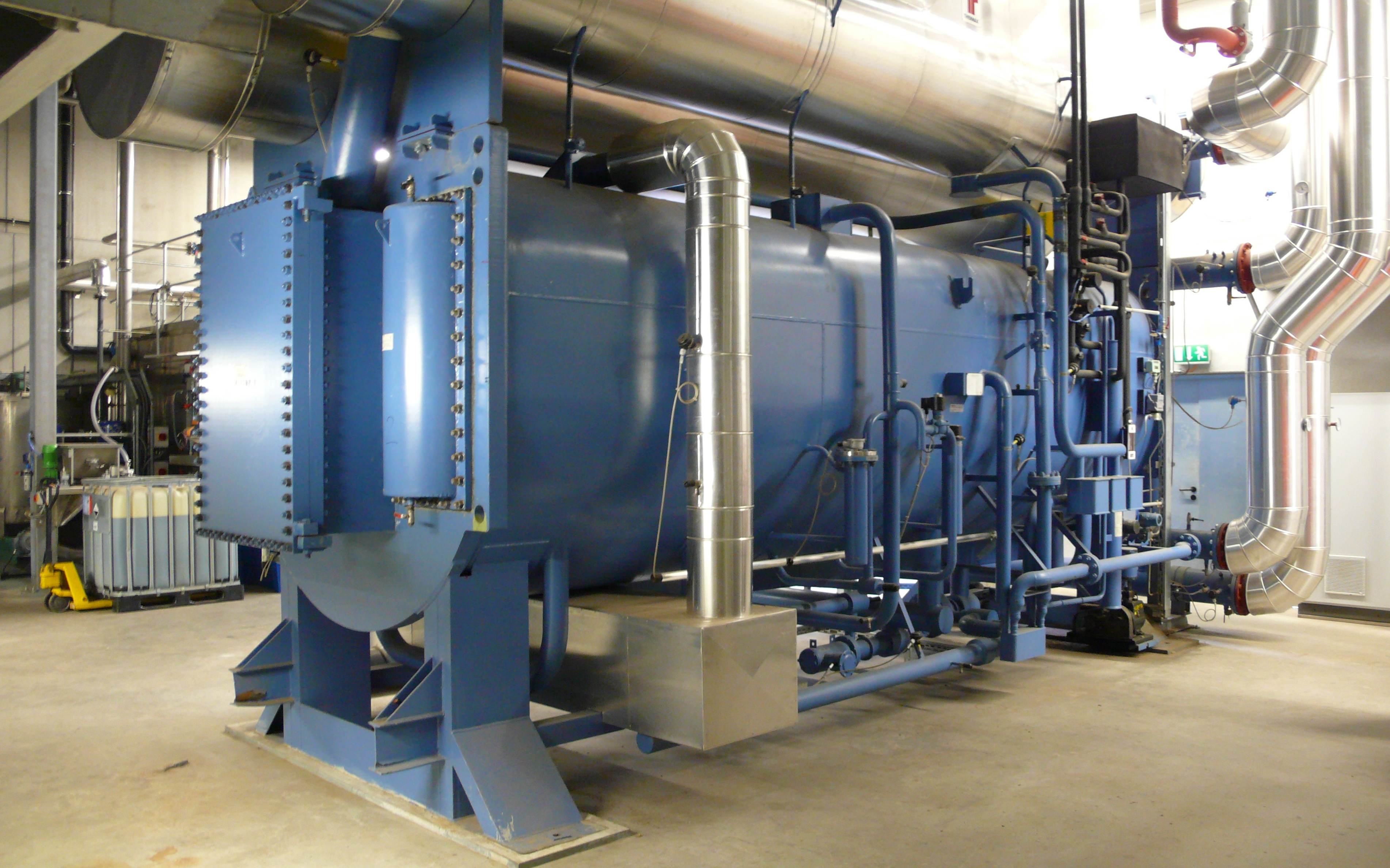

التبريد بالامتصاص (بالإنجليزية: absorption refrigerator)‏ هو التبريد باستخدام مصدر للحرارة (مثل الطاقة الشمسية,الحرارة المهدرة من المصانع، حرارة مباشرة من انظمة التسخين) للتزود بالطاقة اللازمة لتشغيل نظام التبريد . التبريد بالامتصاص يعتبر الطريقة الأكثر شهرة بعد التبريد بالضغط عندما يكون استخدام الكهرباء غير ممكن أو باهض الثمن أو غير مطلوب وأيضاً عندما يكون الإزعاج الصادر من الضاغطات معضلة وأيضاً عندما يكون هناك فائض الحرارة ممكن استخدامه (مثل عوادم المحركات، العلمليات الصناعية، محطات الطاقة الشمسية).
على سبيل المثال التبريد بالامتصاص يعمل بوساطة الحرارة من احتراق الغاز المسال ويستخدم غالباً لتخزين الأطعمة في السيارات الفارهة . والتبريد بالامتصاص ممكن استخدامه في تكييف المنازل باستخدام الحرارة من مسخنات الماء وهذا الاستخدام فعال جداً.
التبريد بالامتصاص والتبريد بالضغط كلاهما يبرد عند درجة غليان منخفضة (أقل من 0 فهرنهايت / -18 درجة مئوية) وفي كل النوعين عندما مائع التبريد يتبخر يطرد بعض الحرارة خارجاً ليوفر الشعور بالتبريد . الفرق الرئيسي بينهما هو في مائع التبريد، التبريد بالامتصاص المائع يتغير من الحالة الغازية ويعود للحالة السائلة أما في الأخرى مائع التبريد يتغير من الحالة السائلة ويعود للحالة الغازية . والفرق الآخر بينهما هو نوع مائع التبريد . التبريد بالامتصاص مائع التبريد يكون الماء أو الامونيا , والتبريد بالضغط مائع التبريد يكون كلوروفلوروكربون. التصنيف القياسي لموائع التبريد بالامتصاص يطرح في الإصدارات الرسمية، مثلاً في الولايات المتحدة تجده في ANSI/AHRI standard 560-2000.

## التاريخ
في السنوات الأولى من القرن العشرين ، كانت دورة امتصاص البخار باستخدام نظم الأمونيا المائية شائعة الاستخدام على نطاق واسع، ولكن بعد تطوير دورة ضغط البخار فقدت الكثير من أهميتها بسبب معامل أدائها المنخفض (حوالي خمس من دورة ضغط البخار). تعتبر مبردات الامتصاص بديلاً شائعًا لثلاجات الضاغط العادية حيث الكهرباء غير موثوقة أو مكلفة أو غير متوفرة، حيث تكون الضوضاء الصادرة من الضاغط مشكلة، أو عندما تكون الحرارة الفائضة متوفرة (على سبيل المثال، من عوادم التوربين أو العمليات الصناعية، أو من محطات الطاقة الشمسية). اخترع العالم الفرنسي فرديناند كاريه التبريد في عام 1858. استخدم التصميم الأصلي الماء وحمض الكبريتيك. في عام 1922 بالتزار فون بلاتن و كارل مونترز، في حين أنها كان لا يزال طالب في المعهد الملكي للتكنولوجيا في ستوكهولم، السويد.
بدأ الإنتاج التجاري في عام 1923 من قبل شركة AB Arctic التي تم تشكيلها حديثًا، والتي اشترتها Electrolux في عام 1925. في 1960 ، شهد التبريد الاستيعاب نهضة بسبب الطلب الكبير على الثلاجات من أجل (مقطورات السفر). أسست AB Electrolux شركة فرعية في الولايات المتحدة، قامت شركة Dometic Sales Corporation. بتسويق الثلاجات للمركبات الترفيهية (RVs) تحت العلامة التجارية Dometic . 

## المبادئ
تستخدم كل من ثلاجات الامتصاص والضاغط جهاز تبريد مع نقطة غليان منخفضة جدًا (أقل من −18 درجة مئوية (0 درجة فهرنهايت)). في كلا النوعين، عندما يتبخر هذا المبرد (يغلي) فإنه يأخذ بعض الحرارة بعيدًا عنه، مما يوفر تأثير التبريد. والفرق الرئيسي بين النظامين هو الطريقة التي يتم بها تغيير مادة التبريد من الغاز إلى سائل بحيث يمكن تكرار الدورة. تقوم ثلاجة الامتصاص بتغيير الغاز مرة أخرى إلى سائل باستخدام طريقة تحتاج إلى الحرارة فقط، ولا تحتوي على أجزاء متحركة بخلاف المبرد نفسه.

يمكن وصف دورة التبريد على ثلاثة مراحل:
1. التبخر : يتبخر المبرد السائل في بيئة ضغط جزئية منخفضة، وبالتالي يستخرج الحرارة من محيطه (مثل حجرة الثلاجة). بسبب انخفاض الضغط الجزئي، فإن درجة الحرارة اللازمة للتبخر منخفضة أيضًا.
2. الامتصاص : يتم امتصاص غاز التبريد الآن بواسطة سائل آخر (على سبيل المثال محلول ملح).
3. التجديد : يتم تسخين سائل التبريد المشبع، مما يؤدي إلى تبخر مادة التبريد. يمر المبرد الغازي الساخن من خلال مبادل حراري، وينقل الحرارة خارج النظام (مثل الهواء المحيط المحيط بدرجة الحرارة) ، ويتكثف. يوفر المبرد المكثف (السائل) مرحلة التبخر.

بالمقارنة، تستخدم ثلاجة الضاغط ضاغطا، يتم تشغيله عادة بواسطة محرك احتراق كهربائي أو داخلي، لزيادة الضغط على المبرد الغازي. يتم تكثيف الغاز الساخن عالي الضغط الناتج إلى شكل سائل عن طريق التبريد في مبادل حراري "المكثف"الذي يتعرض للبيئة الخارجية (عادة يكون الهواء في الغرفة). ثم يمر المبرد المكثف، الموجود الآن عند درجة حرارة قريبة من البيئة الخارجية، من خلال فتحة أو صمام خنق في قسم المبخر. يخلق الصمام أو صمام الخانق انخفاض الضغط بين قسم مكثف الضغط العالي وقسم المبخر ذو الضغط المنخفض. يسمح الضغط المنخفض في قسم المبخر للتبخير السائل بالتبخر، والذي يمتص الحرارة من حجرة طعام الثلاجة. ثم يعود المبرد المتبخر الآن إلى الضاغط لتكرار الدورة.
فرق آخر بين النوعين هو المبرد المستخدم. تستخدم ثلاجات الضاغط عادة مركبات الكربون الهيدروكلورية فلورية أو مركبات الكربون الهيدروفلورية، في حين تستخدم الثلاجات الاستيعابية عادة الأمونيا أو الماء.

### نظام بسيط من الملح والماء
يستخدم نظام التبريد امتصاص بسيط المشترك في محطات تجارية كبيرة محلول بروميد الليثيوم و كلوريد الليثيوم الملح والماء. يتم تبخر الماء تحت ضغط منخفض من الملفات التي يتم تبريدها. يتم امتصاص الماء بواسطة محلول بروميد الليثيوم / الماء. يحرك النظام الماء من محلول بروميد الليثيوم بالحرارة.

### التبريد امتصاص رذاذ الماء
متغير آخر، يستخدم الهواء والماء ومحلول المياه المالحة. يتم تمرير كمية الهواء الدافئ الرطب عبر محلول من الماء المالح. يقلل الرذاذ الرطوبة ولكن لا يغير درجة الحرارة بشكل كبير. ثم يتم تمرير الهواء الدافئ الأقل رطوبة عبر مبرد تبخر، يتكون من رذاذ من المياه العذبة، مما يبرد ويعيد ترطيب الهواء. يتم إزالة الرطوبة من الهواء المبرد مع رش محلول ملح آخر، مما يوفر مخرج هواء بارد وجاف. يتم تجديد محلول الملح عن طريق تسخينه تحت ضغط منخفض مما يؤدي إلى تبخر الماء. يتم إعادة تكثيف الماء المتبخر من محلول الملح، وإعادة توجيهه إلى المبرد التبخيري.

### امتصاص ضغط واحد
تستفيد ثلاجة الامتصاص أحادية الضغط من حقيقة أن معدل التبخر للسائل يعتمد على الضغط الجزئي للبخار فوق السائل وينخفض مع انخفاض الضغط الجزئي. أثناء وجود نفس الضغط الكلي في جميع أنحاء النظام، تحتفظ الثلاجة بضغط جزئي منخفض من المبرد (وبالتالي معدل التبخر العالي) في جزء النظام الذي يسحب الحرارة من داخل الثلاجة منخفضة الحرارة، لكنه يحافظ على المبرد عند الضغط الجزئي العالي (وبالتالي معدل التبخر المنخفض) في جزء النظام الذي يطرد الحرارة إلى الهواء المحيط بدرجة الحرارة خارج الثلاجة.
تستخدم الثلاجة ثلاث مواد: الأمونيا ، غاز الهيدروجين ، والماء . يتم إغلاق الدورة، مع جمع كل الهيدروجين والماء والأمونيا وإعادة استخدامها بلا نهاية. يتم ضغط النظام على الضغط حيث تكون درجة غليان الأمونيا أعلى من درجة حرارة ملف المكثف (الملف الذي ينقل الحرارة إلى الهواء خارج الثلاجة، عن طريق كونه أكثر حرارة من الهواء الخارجي). 16 ضغط جوي عند ضغط نقطة النضح للأمونيا سيكون حوالي 35 درجة مئوية (95 درجة فهرنهايت).